# Großes Häuselhorn
Das Große Häuselhorn (oft auch falsch: Großes Häuslhorn) ist mit 2284 m ü. A. der zweithöchste Gipfel der Reiter Alm in den Berchtesgadener Alpen und liegt zur Gänze auf österreichischem Gebiet. Das Große Häuselhorn ist ein Klettergipfel.

## Routen

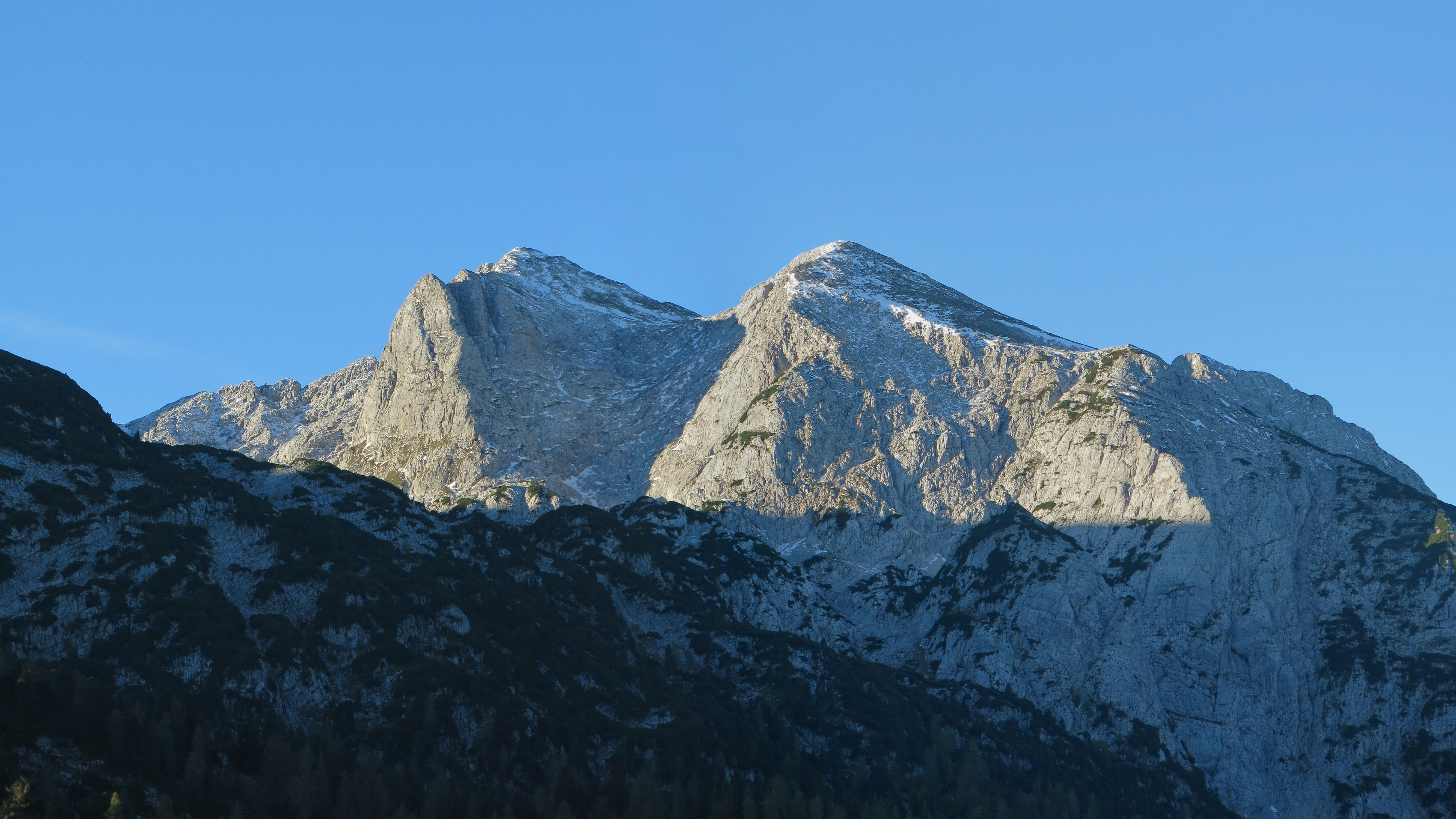
Blick von der Neuen Traunsteiner Hütte zum Großen Häuselhorn (links) und Kleinen Häuselhorn (rechts). Durch das Kar zwischen beiden Gipfeln verläuft der markierte Normalweg auf das Große Häuselhorn.

Von der nördlich gelegenen Neuen Traunsteiner Hütte aus ist der Berg über einen markierten Weg erreichbar. Hierbei sind jedoch Kletterstellen im Schwierigkeitsgrad I (UIAA) zu überwinden. Dieser Anstieg wird im Winter auch als Skitour begangen. Durch die steile Südwand führt die Häuselhornrinne (Schwierigkeit II), die vor allem als Abstieg für die diversen Kletterrouten der Südwand von Bedeutung ist. Nach Südosten führt ein wegloser Übergang über den Grat zum Wagendrischelhorn.
Bekannte Kletterrouten durch die Südwand sind Hasenalarm (VI), Direkte Südwand (V+) und Hexentanz der Fersen (VII-).

## Felssturz 2012
Am 4. Juni 2012 ereignete sich ein Felssturz, wobei im Aufstiegskamin in der Südwand rund 10.000 Kubikmeter Fels abbrachen. Sicherungshaken an Kletterrouten wurden dabei zerstört.